# Bror Geijer-Göthe
Bror Geijer-Göthe född 20 oktober 1892 i Maria Magdalena församling i Stockholm, död 12 mars 1949 i Djursholm, var en svensk målare och textilkonstnär.

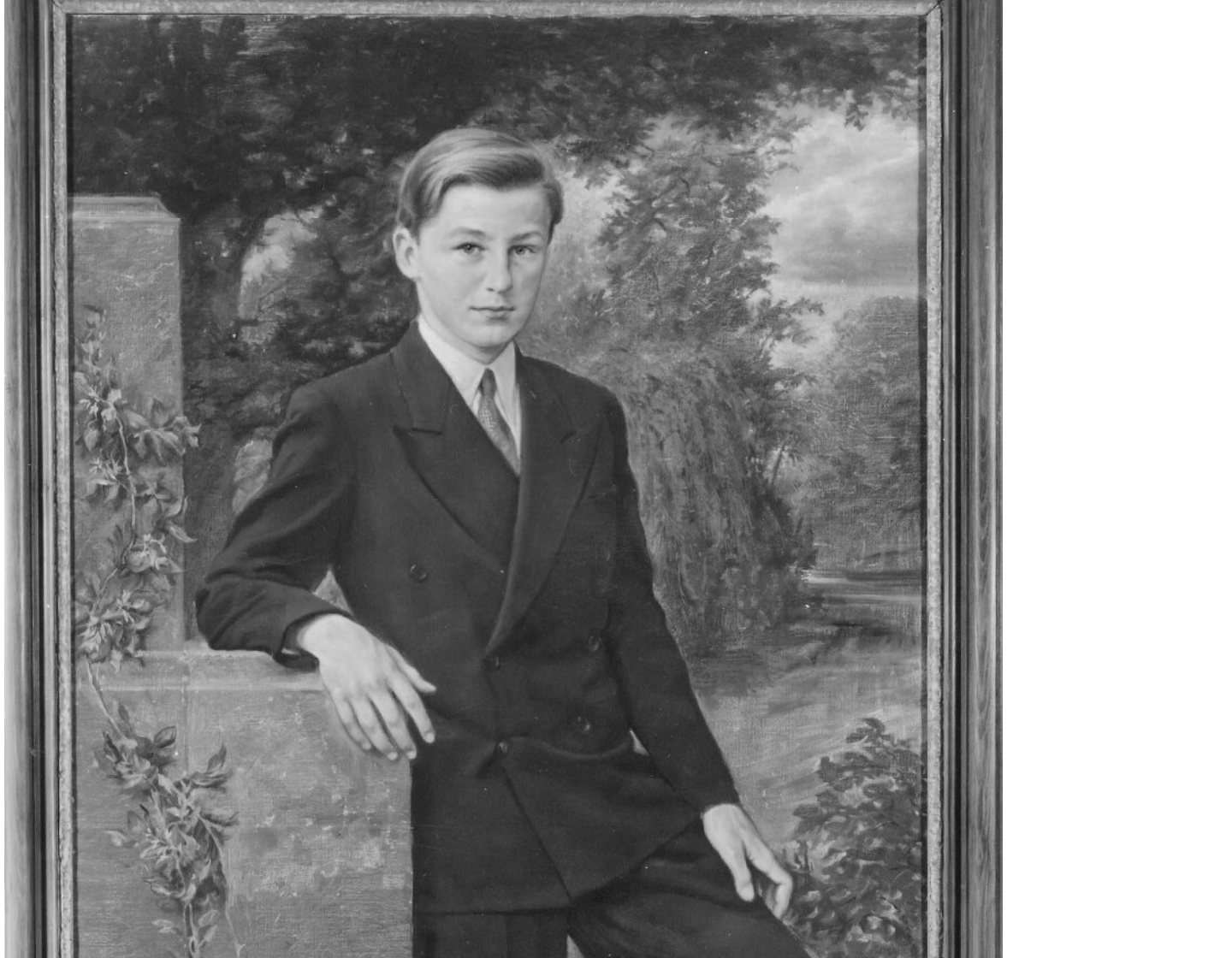
Rutger Croneborg hos [http://emp-web-84.zetcom.ch/eMP/eMuseumPlus?service=ExternalInterface&module=artist&objectId=3980&viewType=detailView Nationalmuseet

Han var son till Georg Göthe och Ebba Fredrika Augusta von Geijer. Efter att hans mamma dött 1896 uppfostrades han av Göthes hushållerska fröken Hanna. Han var gudson till Viktor Rydberg.
Geijer-Göthe studerade vid Högre konstindustriella skolan i Stockholm och Wien där han studerade de textila konstskatter som fanns på de olika museerna. Efter studierna startade han tillsammans med Elsa Flensburg, Märtha Gahn och Märta Hjortzberg-Reuterswärd Ateljé Handtryck 1915. Han knöts 1935 till Libraria där han utförde ett stort antal antependier och mässkrudar. Han kopierade de målade sidentygerna på Gripsholm och på lustslottet Kina varav en av dessa kopior sattes upp som ett väggfält på Ulriksdal då det inreddes för kronprins Gustaf Adolf. Han räknades som en duktig porträttmålare och har i olja, målat bland annat porträtten av Generaldirektör O. Holmdahl, Landshövding C. Hamilton och Generallöjtnant Ivar Holmquist. Geijer-Göthe var mycket mångsidig och tog i sin ungdom lektioner i musik, teater och dans. Han studerade teater för Eduard von Winterstein och Max Reinhardt i Berlin 1919-1921. Han kom även i kontakt med Christian science och detta kom att få en avgörande betydelse för hans liv. Geijer-Göthe finns representerad vid bland annat Nationalmuseum och Moderna Museet, i Stockholm.